# غليبيتشيفو (لينينغراد)

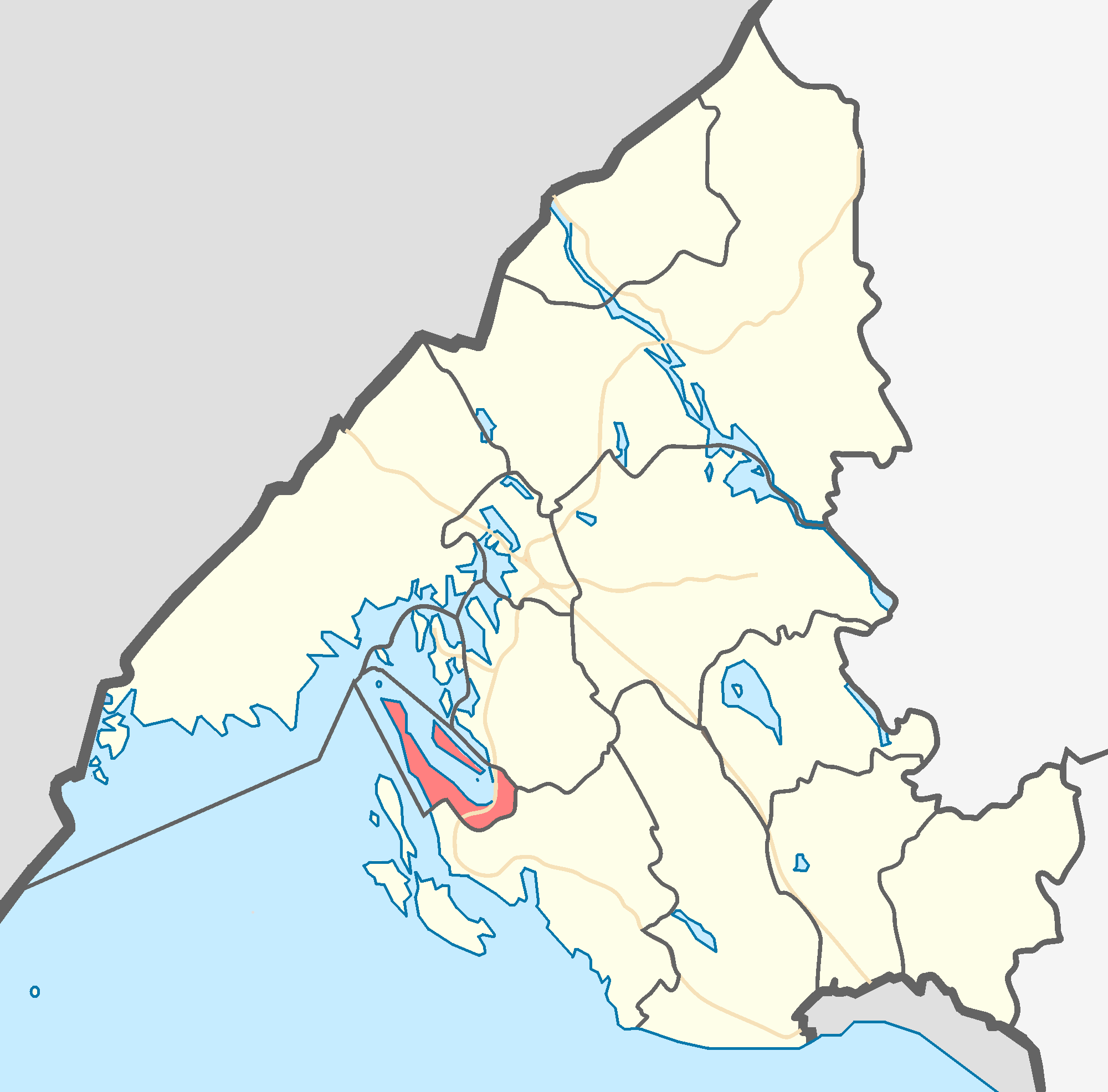
خريطة مدينة

غليبيتشيفو (بالروسية: Глебычево) هي مدينة في مقاطعة لينينغراد أوبلاست في روسيا.